# 鲁桂珍
鲁桂珍（1904年7月22日—1991年11月28日），湖北蕲春人，中国科学技术史专家、营养学博士。是英国剑桥大学中国古代科技史权威李约瑟主持的《中国的科学与文明》（《中国科学技术史》）项目的重要研究员和作者。在中国经常以李约瑟的长期助手、合作者、汉语教师和第二任妻子为人所知。

## 生平
鲁桂珍祖籍湖北蕲春，其父鲁茂庭为药剂师。她早年在金陵女子大学学生理学，后在上海一家医学研究所专攻生物化学。1936年前往剑桥大学生物化学实验室攻读博士学位。后供职于巴黎联合国教科文组织秘书处。1987年与李约瑟成婚。1991年逝于英国剑桥。

## 研究和著作
- A Contribution to the History of Chinese Dietetics
  - 1951年初版，与李约瑟合著，为第一作者。
- 《中国的科学与文明》(Science & Civilisation in China)
  - 第四卷第三分册（中国古代的土木工程、水利工程、建筑、航海和远洋航行技术），与李约瑟合写，1971年出版；
  - 第五卷第二分册（炼丹术的起源），与李约瑟合写，1974年出版；
  - 第五卷第三分册 [炼丹术（外丹）的发展与早期化学史]，与李约瑟、何丙郁合写，1976年出版；
  - 第五卷第四分册[研究中西化学仪器的发展、中国炼丹术的理论基础及其在阿拉伯、拜占庭及欧洲的传播，以及对文艺复兴时期斯帕拉塞斯（Paracelsus）药化学学派的影响]，与李约瑟、何丙郁、Nathan Sivin合写，1980年出版；
  - 第五卷第五分册[生理炼丹术（内丹）、原始生物化学及中世纪性激素的制备]，与李约瑟合写，1984年出版；
  - 第五卷第六分册（军事技术），与李约瑟、王铃、果里柯夫斯基（K. Gawlikowski）与叶山（Robin Yates）合写，1994年出版；
  - 第五卷第七分册（火药与火器史），与李约瑟、何丙郁和王铃合写，1984年出版；
  - 第六卷（生物科学及相关技术，包括农业和医学）第一分册（植物学及古代进化思想），与李约瑟合写， 年出版
  - 第六卷针灸分册，与李约瑟合写，1979年出版；
- Clerks and Craftsmen in China and the West: Lectures and Addresses on the History of Science and Technology
  - 1970年初版，与李约瑟、王铃、何丙郁合著
- Celestial Lancets; A History & Rationale of Acupuncture & Moxa（《针灸历史与理论》）
- Trans-Pacific Echoes and Resonances: Listening Once Again
  - 1985年初版，与李约瑟合著。
- The Hall of Heavenly Records:Korean Astronomical Instruments and Clocks,1380–1780
  - 1986年初版，与李约瑟、John H. Combridge和John S. Major合著。

## 拓展阅读
- 李约瑟（Joseph Needham）
- 《中国的科学与文明》
- 《黄河青山》（黄仁宇 著 张逸安 译，三联书店，2001年）第二部，《剑桥，英国》一章
- Lu Gwei-Djen: A commemoration（1993年出版，作者：鲁桂珍纪念公益基金/Lu Gwei-Djen Memorial Charitable Trust，出版社：The Pentland Press，ISBN 1-85821-034-8/1858210348）